# Маяк Сил-Айленд
Маяк Сил-Айленд (англ. Seal Island Lighthouse) — маяк, расположенный на острове Сил-Айленд, графство Ярмут, провинция Новая Шотландия, Канада. Построен в 1831 году. Деактивирован в 1978 году.

## История
Небольшой остров Сил-Айленд расположен примерно в пятидесяти километрах к югу от Ярмута, имеет длину примерно пять километров и ширину 700 метров. Он является критической точкой, которую нужно безопасно обойти судам, идущим в залив Фанди и обратно. Поскольку безопасная навигация в этом месте важна не только для Новой Шотландии, но и для Нью-Брансуика, парламент Новой Шотландии предложил оплатить парламенту Нью-Брансуика оплатить половину расходов по строительству и эксплуатации маяк, и парламент Нью-Брансуика в 1830 году принял это предложение. В 1831 году строительство было завершено. Маяк Сил-Айленд стал восьмым маяком, построенным правительством Новой Шотландии. Он представлял собой белую деревянную восьмиугольную башню высотой 18 метров на фундаменте из камня и известкового раствора. В 1832 году на маяк установили противотуманный колокол.В 1858 году на маяке заменили осветительный аппарат, а в 1862 — и фонарную комнату. В 1870 году противотуманный колокол заменили на более современный паровой сигнал. 25 октября 1870 года на маяк установили линзу Френеля второго поколения. В 1903 году на маяке снова заменили противотуманный сигнал. В 1954 году для смотрителя и его помощника построили новый дом. В 1978 на месте старого маяка установили автоматический маяк DCB-36, а линзу Френеля и фонарную комнату с оригинального маяка установили на специально построенной уменьшенной его копии, которая в настоящее время является музеем.